# Rammelsberg
Rammelsberg är ett 636 meter högt berg strax utanför staden Goslar i Tyskland. Här pågick under mer än 1 000 år utvinning av metaller. Gruvverksamheten har idag upphört men Rammelsberg blev 1992, tillsammans med ett antal byggnader och monument i de äldre delarna av staden Goslar, uppsatta på Unescos världsarvslista under namnet Rammelsbergsgruvan, gamla staden i Goslar och Oberharz vattenregale.

## Historia
Rammelsberggruvans historia växte fram genom en process i olika faser. I början var huvudprodukten silver, senare koppar och slutligen bly. Gruvans tillgångar tog slut på 1980-talet och verksamheten lades ned 1988.
Nyligen gjorda arkeologiska fynd i Düna pekar mot att gruvverksamheten i Rammelsberg började redan 600 till 700 år tidigare. Man har hittat lämningar efter tidiga bosättningar som dateras till 200- och 300-talet e.Kr. Dessa ligger cirka 40 km söder om Rammelsberg och innehöll inte bara förindustriella smältverktyg utan också spår av metaller, som tydligt kunde identifieras som malm från Rammelsberg.
Genom historien har ungefär 27 miljoner ton malm tagits upp ur berget.

## Museum
Efter att gruvan stängdes öppnades ett museum för att bevara kulturarvet, visa gruvans historia och dess utrustning.